# Емельяненко, Георгий Семёнович
Георгий Семёнович Емельяненко (6 [19] февраля 1906, Смоленская губерния — 30 октября 1979, Москва) — советский военный, государственный и политический деятель, генерал-лейтенант (06.12.1942).

## Биография
Родился  в деревне Духо Смоленской губернии в семье сапожника. В РККА с 1925 года. В 1928 году закончил военно-пехотную школу и назначен командиром взвода 110-го стрелкового полка 37-й стрелковой дивизии города Новозыбкова. В 1930 году был переведён на политработу. В 1931-1934 годах был политруком полковой школы. С 1934-1935 годах - инструктор политотдела, в 1935-1937 годах - комиссар батальона 10-й механизированной бригады. С 1937 -1939 годах учился в Военно-Политической академии им. В. И. Ленина и закончил её досрочно. После окончания назначен начальником политотдела специальных частей города Москвы. В 1940 году назначен начальником политотдела 163 стрелковой дивизии. Участник советско-финской войны. Затем назначен комиссаром 111-й стрелковой дивизии, в этой же должности воевал до марта 1942 года. За отличие в боях  дивизии присвоено звание 24-й гвардейской. В марте 1942 года назначен начальником политотдела 4-й армии Волховского фронта, в этой должности воевал до февраля 1943 года. С марта 1943 до декабря 1944 года - член Военного Совета 54-й армии и начальник политотдела. С января 1945 по январь 1947 года - член военного совета Белорусского военного округа по политической части. С августа 1947 по май 1948 года  заместитель командира по политчасти 10-й гвардейской армии Ленинградского военного округа. С мая 1949 по 1952 год - начальник Политуправления Белорусского военного округа. В 1952-1958 гг. - начальник Политуправления Сибирского военного округа. В 1958-1969 гг. служил в Главном Управлении Строительства Минобороны.
Делегат XX съезда КПСС.
Умер 30 октября 1979 года от сердечной недостаточности. Похоронен на Кунцевском кладбище в Москве.

## Награды
- орден Ленина (15.11.1950)
- три ордена Красного Знамени (22.02.1944, 06.11.1945, 26.10.1955)
- орден Кутузова 2-й степени (23.08.1944)
- орден Богдана Хмельницкого 2-й степени (29.06.1945)
- два ордена Красной Звезды (21.05.1940, 03.11.1944)
  - медали в том числе:
  - «За оборону Ленинграда» (10.07.1943)
  - «За оборону Москвы»
  - «За победу над Германией в Великой Отечественной войне 1941—1945 гг.» (09.07.1945)
  - «Ветеран Вооружённых Сил СССР» (1976)